# Heiko Christians
Heiko Christians (* im November 1963 in Oldeborg) ist ein deutscher Literaturwissenschaftler, der als Professor für Medienkulturgeschichte an der Universität Potsdam forscht und lehrt.

## Werdegang
Christians studierte seit 1984 Germanistik, Philosophie, Pädagogik und Niederlandistik an der Universität zu Köln, wo er 1991 das Magister-Examen ablegte und 1995 promoviert wurde. Danach war er, ebenfalls in Köln, wissenschaftlicher Assistent am Lehrstuhl von Wilhelm Voßkamp. 2002 wurde er an der dortigen Philosophischen Fakultät habilitiert (Venia legendi für Neuere Deutsche Literaturwissenschaft). Seither ist er an der Universität Potsdam tätig, seit 2008 als Professor für Medienkulturgeschichte am Institut für Künste und Medien im Studiengang Europäische Medienwissenschaft.

## Schriften (Auswahl)

### Monographien
- Abschied vom Abenteuer. Ernst Jüngers Jahrhundertlektüren. Schwabe Verlag, Berlin 2023, ISBN  978-3-7574-0110-8.
- Wilhelm Meisters Erbe. Deutsche Bildungsidee und globale Digitalisierung. Eine Inventur. Böhlau Verlag, Wien/Köln/Weimar 2020, ISBN 978-3-412-51433-4.
- Crux Scenica – eine Kulturgeschichte der Szene von Aischylos bis YouTube. transcript, Bielefeld 2016, ISBN 978-3-8376-3366-5.
- Amok. Geschichte einer Ausbreitung. Aisthesis-Verlag, Bielefeld 2008, ISBN 978-3-89528-671-1.
- Der Traum vom Epos. Romankritik und politische Poetik in Deutschland (1750–2000). Nomos-Rombach,  Baden-Baden 2004, ISBN 978-3-96821-216-6.[2]
- Über den Schmerz. Eine Untersuchung von Gemeinplätzen. Akademie-Verlag, Berlin 1999, ISBN 978-3-05-003315-0 (zugleich Dissertationsschrift Universität zu Köln; Reprint: De Gruyter, Berlin/Boston 2015).

### Herausgeberschaften
- Mit Matthias Bickenbach und Nikolaus Wegmann: Historisches Wörterbuch des Mediengebrauchs
  - Band 3, Böhlau Verlag, Köln/Wien/Weimar 2022, ISBN 978-3-412-51430-3.
  - Band 2, Böhlau Verlag, Köln/Wien/Weimar 2018, ISBN 978-3-412-50512-7.
  - Band 1, Böhlau Verlag, Köln/Wien/Weimar 2015, ISBN 978-3-412-22152-2.